# Хуго II фон Шьонбург-Глаухау
Хуго II фон Шьонбург-Глаухау (на немски: Hugo II zu Schönburg-Glauchau; * 13 декември 1559; † 23 октомври 1606) е фрайхер и господар на Шьонбург-Глаухау, Хартенщайн-Оелзниц.

## Произход и наследство
Той е син на фрайхер Хуго I фон Шьонбург-Глаухау (1530 – 1566) и съпругата му Анна фон Глайхен-Рембда (1532 – 1570), дъщеря на граф Йохан II фон Глайхен-Рембда († 1545) и Хедвиг фон Гера († 1531). Брат е на Георг III (1558 – 1611), господар на Валденбург, и Файт III (1563– 1622), господар на Лихтенщайн.
През 1406 г. бургграф Хайнрих I фон Хартенщайн залага графството Хартенщайн на род Шьонбург и през 1416 г. не може да си го купи обратно. Така графството принадлежи напълно на Шьонбургите и става част от техните господства. На 2 май 1559 г. горната част на Графство Хартенщайн е продадена от Шьонбургите на Ветините.
Клоновете Шьонбург-Валденбург, Шьонбург-Хартенщайн съществуват до днес като Шьонбург-Глаухау.

## Фамилия
Първи брак: на 3 декември 1582 г. в Гера с Агнес Ройс фон Плауен (* 26 юни 1567; † 1 август 1588, Хартенщайн), дъщеря на граф Хайнрих XVI Ройс-Гера (1530 – 1572) и Доротея фон Золмс-Лаубах (1547 – 1595). Тя умира на 21 години. Те имат три деца, които не порастват:
- Агнес Доротея фон Шьонбург-Глаухау (* 19 юни 1584; † 15 март 1586)
- Анна Доротея фон Шьонбург-Глаухау (* 28 септември 1586; † 20 януари 1645)
- Георг Хайнрих фон Шьонбург-Глаухау (* 12 ноември 1587; † 10 декември 1587)

Втори брак: на 13 юли 1590 г. с Катарина фон Салм-Кирбург-Мьорхинген (* 2 февруари 1574; † 9 януари 1654), дъщеря на вилд и рейнграфграф Ото I фон Салм-Кирбург-Мьорхинген († 1607) и графиня Отилия фон Насау-Вайлбург († ок. 1610). Те имат 11 деца:
- Георг Ернст фон Шьонбург-Глаухау (* 6 юни 1592; † 26 август 1597)
- Анна Мария фон Шьонбург-Глаухау (* 2 септември 1593; † 2 декември 1664)
- Йохан Хойер Волфганг фон Шьонбург-Глаухау (* 6 октомври 1594; † 18 април 1616, Париж)
- Амалия фон Шьонбург-Глаухау (* 6 декември 1596; † 10 юни 1636)
- Мария Анна Отилия фон Шьонбург-Глаухау (* 17 март 1598; † 31 август 1639)
- Мария Юлиана фон Шьонбург-Глаухау (* 30 април 1600; † 14 февруари 1630)
- Ото Албрехт фон Шьонбург-Хартенщайн (* 2 юли 1601; † 15 юни 1681), господар на Шьонбург-Хартенщайн, женен на 20 октомври 1639 г. в Хартенщайн за графиня Ернестина Ройс-Плауен (* 15 март 1618; † 23 февруари 1650)
- Файт IV фон Шьонбург-Глаухау (* 17 ноември 1602; † 17 декември 1651)
- Кристиан Хайнрих фон Шьонбург-Глаухау (* 26 декември 1604; † 17 юли 1626 при Каленберг)
- Елизабет фон Шьонбург-Глаухау (* 17 юли 1605; † 30 май 1639)
- Агнес фон Шьонбург (* 27 юли 1606; † 3 март 1643), омъжена на 19 февруари 1633 г. за Кристиан фон Шьонбург-Цшилен (* 17 април 1598; † 16 август 1664), син на фрайхер Волф III фон Шьонбург-Глаухау (1536 – 1612)